# Embleem van Oman

Embleem van Oman

Het embleem van Oman bestaat uit de traditionele wapens van het Omanitische volk, verbeeld door een khanjar met een riem en twee gekruiste zwaarden.
Het embleem werd in het midden van de achttiende eeuw aangenomen. Reeds in de vlag van het Imamaat Oman was het embleem opgenomen en vanaf 1970 tevens in de vlag van Oman. Het embleem komt onder andere terug in verschillende vlaggen, de Omaanse rial en de vliegtuigen van de Omaanse strijdkrachten.